# Allamanda doniana
Allamanda doniana är en oleanderväxtart som beskrevs av Müll. Arg.. Allamanda doniana ingår i släktet Allamanda och familjen oleanderväxter. Inga underarter finns listade i Catalogue of Life.